# Amblyseius triangulus
Amblyseius triangulus är en spindeldjursart som beskrevs av Wu, Lan och Zeng 1997. Amblyseius triangulus ingår i släktet Amblyseius och familjen Phytoseiidae. Inga underarter finns listade i Catalogue of Life.